# Milwaukee Bucks 2019-2020
La stagione 2019-2020 dei Milwaukee Bucks è stata la 52ª stagione della franchigia nella NBA.

## Draft
| Giro | Scelta | Giocatore        | Ruolo | Nazionalità | Università/Squadra |
| ---- | ------ | ---------------- | ----- | ----------- | ------------------ |
| 1    | 30     | Kevin Porter Jr. | G     | Stati Uniti | USC Trojans        |

I Bucks avevano solo una scelta del primo giro. Quella scelta è stata poi scambiata con i Detroit Pistons, che l'hanno nuovamente scambiata con i Cleveland Cavaliers.

## Roster
| \| Pos. \| Num. \| Naz. \| Nome \| Altezza \| Peso \| Data nascita \| Provenienza \| \| ----- \| ---- \| ---- \| -------------------------- \| ------- \| ------ \| ------------ \| ------------------ \| \| AP/AG \| 34 \| \| Antetokounmpo, Giannīs (C) \| 211 cm \| 101 kg \| 06-12-1994 \| Grecia \| \| P \| 6 \| \| Bledsoe, Eric \| 185 cm \| 93 kg \| 09-12-1989 \| Kentucky \| \| P/G \| 13 \| \| Brogdon, Malcolm \| 196 cm \| 98 kg \| 11-12-1992 \| Virginia \| \| G \| 23 \| \| Brown, Sterling \| 198 cm \| 104 kg \| 10-02-1995 \| Southern Methodist \| \| AG \| 50 \| \| Colson, Bonzie \| 198 cm \| 102 kg \| 12-01-1996 \| Notre Dame \| \| G \| 24 \| \| Connaughton, Pat \| 193 cm \| 95 kg \| 06-01-1993 \| Notre Dame \| \| G \| 9 \| \| DiVincenzo, Donte (SD) \| 196 cm \| 93 kg \| 31-01-1997 \| Villanova \| \| P \| 0 \| \| Duval, Trevon (TW) \| 190 cm \| 86 kg \| 3-08-1998 \| Duke \| \| G \| 3 \| \| Hill, George \| 191 cm \| 85 kg \| 04-05-1986 \| IUPUI \| \| AG \| 77 \| \| İlyasova, Ersan \| 208 cm \| 107 kg \| 15-5-1987 \| Turchia \| \| C \| 11 \| \| Lopez, Brook \| 213 cm \| 122 kg \| 1-04-1988 \| Stanford \| \| AG \| 41 \| \| Mirotić, Nikola \| 208 cm \| 108 kg \| 11-02-1991 \| Serbia \| \| AP \| 22 \| \| Middleton, Khris (C) \| 203 cm \| 101 kg \| 12-08-1991 \| Texas A&M \| \| AG \| 20 \| \| Smith, Jason \| 213 cm \| 109 kg \| 02-03-1986 \| Colorado State \| \| G \| 21 \| \| Snell, Tony \| 201 cm \| 100 kg \| 10-11-1991 \| Nuovo Messico \| \| A \| 5 \| \| Wilson, D. J. (GL) \| 208 cm \| 107 kg \| 19-02-1996 \| Michigan \| \| AG \| 35 \| \| Wood, Christian \| 208 cm \| 97 kg \| 27-09-1995 \| UNLV \| | Allenatore - Mike Budenholzer Assistente/i - Vin Baker - Darvin Ham - Taylor Jenkins - Charles Lee - Joshua Longstaff - Patrick St. Andrews - Ben Sullivan Legenda - (C) Capitano - (FA) Free agent - (S) Sospeso - (TW) Contratto Two-way - (GL) Assegnato a squadra G League affiliata - (SD) Scelto al Draft - Infortunato Roster • Transazioni · Ultima transazione: 25 luglio 2018 |                        |                            |         |        |              |                    |
| Pos. | Num. | Naz.                   | Nome                       | Altezza | Peso   | Data nascita | Provenienza        |
| AP/AG | 34 | Grecia (bandiera)      | Antetokounmpo, Giannīs (C) | 211 cm  | 101 kg | 06-12-1994   | Grecia             |
| P | 6 | Stati Uniti (bandiera) | Bledsoe, Eric              | 185 cm  | 93 kg  | 09-12-1989   | Kentucky           |
| P/G | 13 | Stati Uniti (bandiera) | Brogdon, Malcolm           | 196 cm  | 98 kg  | 11-12-1992   | Virginia           |
| G | 23 | Stati Uniti (bandiera) | Brown, Sterling            | 198 cm  | 104 kg | 10-02-1995   | Southern Methodist |
| AG | 50 | Stati Uniti (bandiera) | Colson, Bonzie             | 198 cm  | 102 kg | 12-01-1996   | Notre Dame         |
| G | 24 | Stati Uniti (bandiera) | Connaughton, Pat           | 193 cm  | 95 kg  | 06-01-1993   | Notre Dame         |
| G | 9 | Stati Uniti (bandiera) | DiVincenzo, Donte (SD)     | 196 cm  | 93 kg  | 31-01-1997   | Villanova          |
| P | 0 | Stati Uniti (bandiera) | Duval, Trevon (TW)         | 190 cm  | 86 kg  | 3-08-1998    | Duke               |
| G | 3 | Stati Uniti (bandiera) | Hill, George               | 191 cm  | 85 kg  | 04-05-1986   | IUPUI              |
| AG | 77 | Turchia (bandiera)     | İlyasova, Ersan            | 208 cm  | 107 kg | 15-5-1987    | Turchia            |
| C | 11 | Stati Uniti (bandiera) | Lopez, Brook               | 213 cm  | 122 kg | 1-04-1988    | Stanford           |
| AG | 41 | Serbia (bandiera)      | Mirotić, Nikola            | 208 cm  | 108 kg | 11-02-1991   | Serbia             |
| AP | 22 | Stati Uniti (bandiera) | Middleton, Khris (C)       | 203 cm  | 101 kg | 12-08-1991   | Texas A&M          |
| AG | 20 | Stati Uniti (bandiera) | Smith, Jason               | 213 cm  | 109 kg | 02-03-1986   | Colorado State     |
| G | 21 | Stati Uniti (bandiera) | Snell, Tony                | 201 cm  | 100 kg | 10-11-1991   | Nuovo Messico      |
| A | 5 | Stati Uniti (bandiera) | Wilson, D. J. (GL)         | 208 cm  | 107 kg | 19-02-1996   | Michigan           |
| AG | 35 | Stati Uniti (bandiera) | Wood, Christian            | 208 cm  | 97 kg  | 27-09-1995   | UNLV               |

## Classifiche

### Central Division
| Central Division    | Central Division | Central Division | Central Division | Central Division | Central Division | Central Division | Central Division | Central Division |
| Squadra             | V                | S                | V%               | PR               | Casa             | Trasf            | Div              | PG               |
| ------------------- | ---------------- | ---------------- | ---------------- | ---------------- | ---------------- | ---------------- | ---------------- | ---------------- |
| z - Milwaukee Bucks | 56               | 17               | .767             | 0,0              | 30–5             | 26–12            | 13–1             | 73               |
| x - Indiana Pacers  | 45               | 28               | .616             | 11,0             | 25–11            | 20–17            | 8–7              | 73               |
| Chicago Bulls       | 22               | 43               | .338             | 30,0             | 14–20            | 8–23             | 7–9              | 65               |
| Detroit Pistons     | 20               | 46               | .303             | 32,5             | 11–22            | 9–24             | 5–10             | 66               |
| Cleveland Cavaliers | 19               | 46               | .292             | 33,0             | 11–25            | 8–21             | 4–10             | 65               |

### Eastern Conference
| Eastern Conference | Eastern Conference     | Eastern Conference | Eastern Conference | Eastern Conference | Eastern Conference | Eastern Conference |
| #                  | Squadra                | V                  | S                  | V%                 | PR                 | PG                 |
| ------------------ | ---------------------- | ------------------ | ------------------ | ------------------ | ------------------ | ------------------ |
| 1                  | z - Milwaukee Bucks *  | 56                 | 17                 | .767               | –                  | 73                 |
| 2                  | y - Toronto Raptors *  | 53                 | 19                 | .736               | 2,5                | 72                 |
| 3                  | x - Boston Celtics     | 48                 | 24                 | .667               | 7,5                | 72                 |
| 4                  | x - Indiana Pacers     | 45                 | 28                 | .616               | 11,0               | 73                 |
| 5                  | y - Miami Heat *       | 44                 | 29                 | .603               | 12,0               | 73                 |
| 6                  | x - Philadelphia 76ers | 43                 | 30                 | .589               | 13,0               | 73                 |
| 7                  | x - Brooklyn Nets      | 35                 | 37                 | .486               | 20,5               | 72                 |
| 8                  | x - Orlando Magic      | 33                 | 40                 | .452               | 23,0               | 73                 |
|                    |                        |                    |                    |                    |                    |                    |
| 9                  | Wash. Wizards          | 25                 | 47                 | .347               | 30,5               | 72                 |
| 10                 | Charlotte Hornets      | 23                 | 42                 | .354               | 29,0               | 65                 |
| 11                 | Chicago Bulls          | 22                 | 43                 | .338               | 30,0               | 65                 |
| 12                 | N.Y. Knicks            | 21                 | 45                 | .318               | 31,5               | 66                 |
| 13                 | Detroit Pistons        | 20                 | 46                 | .303               | 32,5               | 66                 |
| 14                 | Atlanta Hawks          | 20                 | 47                 | .299               | 33,0               | 67                 |
| 15                 | Cleveland Cavaliers    | 19                 | 46                 | .292               | 33,0               | 65                 |

## Mercato

### Arrivi

#### Draft
| Data     | Giocatore        | Contratto                 | Provenienza |
| -------- | ---------------- | ------------------------- | ----------- |
| 07/07/19 | Kevin Porter Jr. | Rookie 3324120 $ - 2 anni | USC Trojans |

#### Free Agency

##### Acquisti
| Player                 | Signed  | Former Team        |
| ---------------------- | ------- | ------------------ |
| Thanasīs Antetokounmpo | July 16 | Panathinaikos B.C. |

##### Cessioni
| Player          | Signed  | New Team       |
| --------------- | ------- | -------------- |
| Malcolm Brogdon | June 29 | Indiana Pacers |